# Phanaeus melibaeus
Phanaeus melibaeus är en skalbaggsart som beskrevs av Blanchard 1846. Phanaeus melibaeus ingår i släktet Phanaeus och familjen bladhorningar. Inga underarter finns listade i Catalogue of Life.